# Vittorio Barzoni
Vittorio Barzoni, né à Lonato, dans la République de Venise, en 1761 et mort à Naples en 1829, est un écrivain et journaliste italien.